# Maciej Kuczyński (ur. 1966)
Maciej Kuczyński (ur. 1966) – polski dziennikarz, pracownik administracji oraz autor publikacji z dziedziny obronności i historii.

## Życiorys
Ukończył studia na Wydziale Prawa Uniwersytetu Paryskiego oraz Krajową Szkołę Administracji Publicznej w Warszawie. Pracował w Radiu Wolna Europa, był też dziennikarzem „Polski Zbrojnej”. Był pracownikiem  MON, MSWiA oraz MSZ. Od 2005 roku był urzędnikiem  w Komisji Europejskiej. Jest autorem licznych artykułów z dziedziny obronności, a także książek z dziedziny obronności i historii.

## Wybrane publikacje[1]
- Konflikty zbrojne na świecie – Europa
- Konflikty zbrojne na świecie – Azja
- Konflikty zbrojne na świecie – Ameryka i Oceania
- Polityka bezpieczeństwa i siły zbrojne Francji
- Bałkańska pożoga 1981–1999
- Bałkański syndrom 1991–1999 (pisane wspólnie z płk. Marianem Ray-Ciemięgą)
- Krwawiąca Europa. Konflikty zbrojne i punkty zapalne w latach 1990-2000. Tło historyczne i stan obecny
- Wojna Czu z Han 209–202 p.n.e.
- Gorące lata zimnej wojny 1945–1965
- Dzieje starożytnych Chin: Kroniki pierwszych dynastii